# Lista de vereadores de Salvador da 15.ª legislatura
Esta é a lista de vereadores de Salvador, eleitos nas eleições de 3 de outubro de 2004, que ocuparam a Câmara Municipal de Salvador no mandato de 1 de janeiro de 2005 a 31 de dezembro de 2008.
Em 2006, na Câmara Municipal de Salvador foram aprovadas 245 leis. Entre elas, 211 foram projetos apresentados pelos vereadores, que também apresentaram 310 emendas, 725 pareceres, fizeram 235 registros e 4.253 requerimentos administrativos.
|    | Nome                                                                  | Partido                                            | Votos  | %    | Observações |
| -- | --------------------------------------------------------------------- | -------------------------------------------------- | ------ | ---- | --- |
| 1  | Marcos Antonio Medrado (Salvador, 30.06.1946–)                        | Partido Progressista (PP)                          | 17.622 | 1,46 | 1º mandato |
| 2  | Eronildes Vasconcelos Carvalho, Tia Eron                              | Democratas (DEM)                                   | 17.094 | 1,41 | 1º mandato |
| 3  | Orlando Pereira, Palhinha (Muritiba, 28.10.1961–)                     | Partido Socialista Brasileiro (PSB)                | 16.624 | 1,38 | 1º mandato Eleito pelo Partido Trabalhista Nacional (PTN).                                                               |
| 4  | Isnard Pimenta de Araújo (Juiz de Fora, 10.08.1963–)                  | Partido Liberal (PL)                               | 15.209 | 1,26 | 1º mandato |
| 5  | Alfredo Macedo Mangueira (Salvador, 20.12.1948–)                      | Partido do Movimento Democrático Brasileiro (PMDB) | 15.016 | 1,24 | 3º mandato Eleito pelo Partido da Frente Liberal (PFL).                                                                  |
| 6  | Sidelvan Almeida Nóbrega (Salvador, 22.07.1966–)                      | Partido Republicano Brasileiro (PRB)               | 14.761 | 1,22 | 1º mandato Eleito pelo Partido Social Liberal (PSL).                                                                     |
| 7  | Paulo Sérgio Paranhos de Magalhães Júnior (Salvador, 09.12.1974–)     | Democratas (DEM)                                   | 12.205 | 1,01 | 2º mandato |
| 8  | Pedro Souza dos Santos, Pedrinho Pepê (Feira de Santana, 29.06.1945–) | Partido do Movimento Democrático Brasileiro (PMDB) | 12.145 | 1,01 | 1º mandato Eleito pelo Partido Progressista (PP).                                                                        |
| 9  | Gilberto José dos Santos Filho (Cachoeira, 17.04.1948–)               | Partido Democrático Trabalhista (PDT)              | 11.443 | 0,95 | 3º mandato |
| 10 | Emmerson José da Silva (Belo Horizonte, 03.05.1965–)                  | Democratas (DEM)                                   | 10.848 | 0,90 | 1º mandato |
| 11 | João Carlos Bacelar Batista (Esplanada, 09.07.1957–)                  | Partido Trabalhista Nacional (PTN)                 | 10.716 | 0,89 | 2º mandato Substituído pelo Suplente Jairo Dória                                                                         |
| 12 | Agenor Gordilho Neto (Salvador, 23.04.1951–)                          | Democratas (DEM)                                   | 10.700 | 0,89 | 3º mandato |
| 13 | Jorge Eduardo de Schoucair Jambeiro (Salvador, 19.02.1947–)           | Partido da Social Democracia Brasileira (PSDB)     | 10.176 | 0,84 | 3º mandato |
| 14 | Silvoney Sales de Almeida (Salvador, 06.06.1949–)                     | Partido do Movimento Democrático Brasileiro (PMDB) | 10.004 | 0,83 | 3º mandato |
| 14 | Theofilo Virgílio de Senna, Téo Senna (Nazaré, 14.07.1958–)           | Partido Trabalhista Cristão (PTC)                  | 9.961  | 0,82 | 2º mandato |
| 15 | Maria Olívia Santana                                                  | Partido Comunista do Brasil (PCdoB)                | 9.660  | 0,80 | 1º mandato, porém assumiu em 2003 na condição de suplente.                                                               |
| 16 | Odiosvaldo Bomfim Vigas (Salvador, 08.06.1951–)                       | Partido Democrático Trabalhista (PDT)              | 9.639  | 0,80 | 3º mandato |
| 17 | Erivelton Lima Santana (Salvador, 29.01.1965–)                        | Partido Social Cristão (PSC)                       | 9.195  | 0,76 | 1º mandato |
| 18 | Rui Costa                                                             | Partido dos Trabalhadores (PT)                     | 8.901  | 0,74 | 1º mandato |
| 19 | Laudelino Souza da Conceição, Lau (Salvador, 02.01.1959–)             | Partido Trabalhista Nacional (PTN)                 | 8.872  | 0,73 | 1º mandato |
| 20 | Sandoval Souza Guimarães (Andaraí, 15.04.1946–)                       | Partido do Movimento Democrático Brasileiro (PMDB) | 8.705  | 0,72 | 2º mandato |
| 21 | Eudorico Alves Batista (Salvador, 24.07.1952–)                        | Partido Republicano Progressista (PRP)             | 8.503  | 0,70 | 1º mandato |
| 22 | Capitão Antonio Tadeu Nascimento Fernandes (Salvador, 21.05.1961–)    | Partido Socialista Brasileiro (PSB)                | 8.501  | 0,70 | 2º mandato |
| 23 | Alan Eduardo Sanches dos Santos (Salvador, 13.01.1968–)               | Partido do Movimento Democrático Brasileiro (PMDB) | 7.427  | 0,61 | 1º mandato Eleito pelo Partido Republicano Progressista (PRP); esteve no Partido da Social Democracia Brasileira (PSDB). |
| 24 | Sérgio Luís Lacerda Brito (Salvador, 08.06.1961–)                     | Partido Democrático Trabalhista (PDT)              | 7.329  | 0,61 | 1º mandato |
| 25 | Maria Del Carmen                                                      | Partido dos Trabalhadores (PT)                     | 6.675  | 0,55 | 1º mandato |
| 26 | Maria Aladilce de Souza (Nova Soure, 06.11.1956–)                     | Partido Comunista do Brasil (PCdoB)                | 6.641  | 0,55 | 1º mandato |
| 27 | Sérgio Barradas Carneiro (Feira de Santana, 14.10.1960–)              | Partido dos Trabalhadores (PT)                     | 6.535  | 0,54 | 1º mandato |
| 28 | Dr. Giovanni Iran Barreto Nascimento (Feira de Santana, 12.06.1971–)  | Partido dos Trabalhadores (PT)                     | 6.406  | 0,53 | 1º mandato |
| 29 | Atanázio Júlio dos Santos (São Gonçalo dos Campos, 02.05.1949–)       | Partido do Movimento Democrático Brasileiro (PMDB) | 6.307  | 0,52 | 1º mandato Eleito pelo Partido dos Trabalhadores (PT) e ficou um período sem partido.                                    |
| 30 | Reginaldo Silva de Oliveira (Iaçu, 12.02.1957–)                       | Partido Comunista do Brasil (PCdoB)                | 5.898  | 0,49 | 1º mandato |
| 31 | Valdenor Moreira Cardoso (2005-2008) (Salvador, 08.01.1952–)          | Partido Trabalhista Cristão (PTC)                  | 5.896  | 0,49 | 3º mandato |
| 32 | Carlos Alberto Gaban, Beto Gaban (Mococa, 07.08.1959–)                | Partido Republicano Progressista (PRP)             | 5.873  | 0,49 | 3º mandato Eleito pelo Partido Democrático Trabalhista (PDT) e ficou um período sem partido.                             |
| 33 | Antonio Carlos Silva Santos, Bomba (Salvador, 10.02.1958–)            | Partido Republicano Progressista (PRP)             | 5.771  | 0,48 | 2º mandato |
| 34 | Décio Corrêa de Menezes Sant'Anna (Salvador, 21.04.1942–)             | Partido da Social Democracia Brasileira (PSDB)     | 5.661  | 0,47 | 2º mandato |
| 35 | Marlene Souza de Jesus (Salvador, 10.06.1957–)                        | Partido Trabalhista Nacional (PTN)                 | 5.242  | 0,43 | 1º mandato Eleita pelo Partido Renovador Trabalhista Brasileiro (PRTB).                                                  |
| 35 | Ariane Carla de Oliveira Pereira (Salvador, 10.08.1973–)              | Partido Trabalhista Brasileiro (PTB)               | 4.924  | 0,41 | 1º mandato |
| 36 | Cristóvão Ferreira Júnior, Cristovinho (Salvador, 23.02.1958–)        | Partido Democrático Trabalhista (PDT)              | 4.863  | 0,40 | 3º mandato |
| —  | Pastor Jairo de Andrade Dória (Salvador, 01.07.1952–)                 | Partido do Movimento Democrático Brasileiro (PMDB) | 4.824  | 0,40 | 1º mandato Substituiu o deputado federal João Bacelar eleito em 2006 e pertencia ao Partido Trabalhista Nacional (PTN).  |
| 37 | Everaldo Bispo (Pacatuba, 08.03.1948–)                                | Partido do Movimento Democrático Brasileiro (PMDB) | 4.811  | 0,40 | 1º mandato Eleito pelo Partido Democrático Trabalhista (PDT).                                                            |
| 38 | Adriano Barbosa Meirelles (Salvador, 03.06.1968–)                     | Partido Social Cristão (PSC)                       | 4.065  | 0,34 | 1º mandato Eleito pelo Partido Trabalhista Brasileiro (PTB); esteve no Partido Democrático Trabalhista (PDT).            |
| 39 | José Carlos Fernandes da Silva (Canudos, 18.03.1949–)                 | Partido da Social Democracia Brasileira (PSDB)     | 3.958  | 0,34 | 1º mandato Eleito pelo Partido da Mobilização Nacional (PMN).                                                            |

## Legenda
| Cor  | Significado          |
| Bege | Presidente da Câmara |
| Azul | Suplente             |